# Evelin Mosdóczi
Evelin Mosdóczi (* 26. Oktober 1994 in Berettyóújfalu) ist eine ungarische Fußballspielerin. Seit dem 1. Juli 2022 ist sie ohne Verein.

## Karriere

### Vereine
Mosdóczi begann im Jahr 2006 für den in Debrecen ansässigen Debreceni Utánpótlás Sportegyesület mit dem Fußballspielen. Im weiteren Verlauf gehörte sie dem DSI Debrecen, Olimpia Női Futballklub Budapest, Völgységi Női Sportegyesület im Komitat Tolna und der Jugendmannschaft des Nyíregyháza Spartacus FC an.
Zur Saison 2009/10 rückte sie in die erste Mannschaft des Nyíregyháza Spartacus FC auf und kam in der Női NB II, der zweithöchsten Spielklasse im ungarischen Frauenfußball, zu ihren ersten drei Punktspielen im Seniorinnenbereich. In ihrem zweiten Spiel am 15. September 2009 (13. Spieltag) gelangen ihr beim 6:1-Sieg im Auswärtsspiel gegen den Nyírség Női Sportclub drei Tore.
Von 2010 bis 2022 war sie Vertragsspielerin von Ferencváros Budapest, für den sie durchgängig in der Női NB I spielte. Während ihrer Vereinszugehörigkeit bestritt sie 193 Punktspiele, in denen sie 95 Tore erzielte; mit der Mannschaft gewann sie fünfmal den Meistertitel und sechsmal den nationalen Vereinspokal.

### Nationalmannschaft
Für die vom 22. bis zum 26. Juni 2010 in Nyon (Schweiz) vorgesehene und altersbezogene Europameisterschaft bestritt Mosdóczi zunächst für die U17-Nationalmannschaft drei Länderspiele der EM-Qualifikationsgruppe 3 der ersten Qualifikationsrunde. Bereits in ihrem ersten Gruppenspiel, beim 3:2-Sieg über die U17-Nationalmannschaft Österreichs erzielte sie mit dem Treffer zum 2:0 in der elften Minute sogleich ihr erstes Länderspieltor. Mit dem zweiten Anlauf für die angestrebte Teilnahme an der Europameisterschaft 2011 – ebenfalls in Nyon – bestritt sie abermals drei Qualifikationsspiele und war in diesen zweimal als Torschützin (im ersten und dritten Spiel) erfolgreich (1:2 vs. Slowenien, 6:1 vs. Moldawien, 1:2 vs. Dänemark).
Im September 2011 spielte sie bereits für die U19-Nationalmannschaft und bestritt drei Spiele in der Gruppe 2 der ersten Qualifikationsrunde für die Teilnahme an der altersbezogenen Europameisterschaft 2012 in der Türkei. Im Jahr darauf wurde sie in jeweils zwei Qualifikationsspielen der ersten und zweiten Qualifikationsrunde eingesetzt. Auch die Teilnahme an der U19-Europameisterschaft 2013 in Wales wurde in der Qualifikation verpasst.
Ihr Debüt als A-Nationalspielerin für den MLSZ gab sie am 31. Mai 2013 beim 4:0-Sieg im Freundschaftsspiel gegen die Nationalmannschaft Wales’ mit Einwechslung für Anita Pádár in der 63. Minute. Bis zu ihrem letzten A-Länderspiel am 14. Juni 2021 in Szeged bei der 2:3-Niederlage im Freundschaftsspiel gegen die Nationalmannschaft Serbiens kam sie in 64 A-Länderspielen zum Einsatz, in denen sie vier Tore erzielte. Ihr erstes erzielte sie am 7. Juni 2017 beim 4:0-Sieg im Freundschaftsspiel gegen die Nationalmannschaft Bulgariens in Balmazújváros mit dem Treffer zur 1:0-Führung in der 22. Minute.
Mit der Mannschaft nahm sie am  Turnier um den Istrien-Cup 2015 teil und wurde in allen drei Spielen der Gruppe A und im Spiel um Platz 7 beim 3:1-Sieg über die Nationalmannschaft Rumäniens am 11. März in Umag eingesetzt. Sie bestritt am 3. August 2015 das Spiel um Platz 3 im Turnier um den Balaton-Cup, dass mit 2:0 gegen die Nationalmannschaft Belarus’ gewonnen wurde. Bei der Teilnahme mit ihrer Mannschaft am Turnier um den Zypern-Cup 2016 wurde sie in allen vier Spielen eingesetzt, wie auch in beiden Spielen am 28. und 30. Juli 2016 erneut im Turnier um den Balaton-Cup in Balatonfüred. In den Turnieren um den Zypern-Cup 2018 und 2019 wurde sie im zweiten Spiel der Gruppe C und im Spiel um Platz 11 sowie im ersten Spiel der Gruppe B und ein weiteres Mal im Spiel um Platz 11 berücksichtigt; in letzterem unterlief ihr in der 41. Minute mit dem Treffer zum 2:2 in der 41. Minute ein Eigentor. Im Turnier um den Turkish Cup 2020 in Alanya kam sie in zwei Spielen zum Zuge. Zu ihren weiteren Länderspielen gehören fünf Spiele der WM-Qualifikationsgruppe 4 (1., 3., 4., 6. und 8. Spiel) sowie sechs Spiele der EM-Qualifikationsgruppe 5 (1. bis 4.; 6. und 7. Spiel) und sieben der EM-Qualifikationsgruppe F (1. bis 3. und 5. bis 8. Spiel).

## Erfolge
Nationalmannschaft
- Dritter Balaton-Cup 2015

Ferencvárosi TC
- Ungarischer Meister 2015, 2016, 2019, 2021, 2022
- Ungarischer Pokalsieger 2015, 2016, 2017, 2018, 2019, 2021